# Werneria iboundji
Werneria iboundji é uma espécie de anfíbio anuro da família Bufonidae. Está presente no Gabão. A UICN classificou-a como em perigo crítico.